# 사랑 (1968년 영화)
"사랑"은 한국에서 제작된 강대진 감독의 1968년 멜로/로맨스, 드라마 영화이다. 신영균 등이 주연으로 출연하였고 성동호 등이 제작에 참여하였다.

## 출연

### 주연
- 신영균
- 문희
- 김지미

## 기타
- 원작자: 이광수
- 조명: 정경희
- 미술: 이봉선